# 特雷维亚纳
特雷维亚纳，是西班牙拉里奥哈自治区的一个市镇。总面积35平方公里，总人口245人（2001年），人口密度7人/平方公里。